# Władimir Wasilew
Władimir Wasilew, bułg. Владимир Василев (ur. 4 listopada 1883 w Burgasie, zm. 27 grudnia 1963 w Sofii) – bułgarski publicysta i krytyk literacki, z wykształcenia prawnik.
W latach 1923–1939 dyrektor Teatru Narodowego w Sofii. Związany z pisarzami kręgu czasopisma „Misył”. W latach 1920–1943 redaktor „Złatoroga”, w którym skupiał twórców różnej orientacji politycznej i artystycznej, tępiąc wszelkie przejawy tendencyjności. W 1922 r. wszczął kampanię przeciw upartyjnieniu sztuki. Tworzył prace krytycznoliterackie (m.in. Nowi opiti w romana 1921, Od pet godini nasam 1928, Poeti na smirenieto 1932).